# Grigorij Kozincev
Grigorij Michajlovič Kozincev (Григо́рий Миха́йлович Ко́зинцев, 22. března 1905 Kyjev – 11. května 1973 Leningrad) byl sovětský filmový režisér. Už jako student kyjevského gymnázia se věnoval divadlu, v roce 1920 odešel studoval umění do Petrohradu, kde spolu se Sergejem Jutkevičem založili o rok později experimentální studio FEKS (Továrna excentrického herce). Zde začala jeho spolupráce s režisérem Leonidem Traubergem, která trvala až do konce druhé světové války. Spoly vytvořili avantgardní inscenaci Ženitba aneb Elektrifikace Gogola a od roku 1924 začali natáčet filmy. Největší úspěch měli s trilogií popisující vzestup bolševického hnutí na osudech mladého petrohradského dělníka Maxima, kterou natočili podle vlastního scénáře a hlavní roli hrál Boris Čirkov (Maximovo mládí, Maximův návrat a Spiknutí aneb Vyborská strana). Samostatně natočil Kozincev životopisný film o Vissarionu Bělinském (Přítel talentů) a adaptace literární klasiky: Don Quijote (v hlavní roli Nikolaj Čerkasov), Hamlet (v hlavní roli Innokentij Smoktunovskij) a Král Lear (v hlavní roli Jüri Järvet). Za Hamleta získal zvláštní cenu poroty na festivalu v Benátkách a nominaci na Zlatý Glóbus pro nejlepší neanglicky mluvený film. Kozincev působil také jako pedagog na Ruském státním institutu scénických umění a vedoucí režijní dílny Lenfilmu, režíroval v Alexandrinském divadle, byl předsedou poroty Moskevského filmového festivalu 1971, obdržel titul Národní umělec SSSR, Leninův řád, Stalinovu cenu a Řád Říjnové revoluce. Je autorem knihy Život a film, obsahující vzpomínky i teoretické úvahy.

## Filmografie
- 1924 Dobrodružství Okťabriny
- 1925 Míšové proti Judeničovi
- 1926 Plášť
- 1926 Čertovo kolo
- 1927 Spiklenci velikého díla
- 1929 Nový Babylon
- 1935 Maximovo mládí
- 1937 Maximův návrat
- 1939 Spiknutí
- 1943 Naše dívky
- 1947 Pirogov
- 1953 Přítel talentů
- 1957 Don Quijote
- 1964 Hamlet
- 1971 Král Lear